# Liga das Nações da UEFA C de 2020–21
A Liga das Nações da UEFA C de 2020–21 é a terceira divisão da edição 2020–21 da Liga das Nações da UEFA, a segunda temporada da competição internacional de futebol envolvendo as seleções masculinas das 55 federações membros da UEFA.

## Formato
Após uma mudança de formato na primeira temporada, a Liga C foi expandida de 15 para 16 times. A Liga C consiste nos melhores classificados entre 33º a 48º na classificação geral da Liga das Nações da UEFA de 2018–19, sendo estes divididos em quatro grupos de quatro. Cada equipe jogará seis partidas dentro de seu grupo, usando o formato de partidas em casa e fora em rodadas duplas em setembro, outubro e novembro de 2020. Os vencedores de cada grupo serão promovidos para a Liga das Nações da UEFA B de 2022–23 e o quarto colocado de cada grupo irá disputar o playoff de rebaixamento.

## Equipes

### Mudanças de equipe
A seguir estão as mudanças de equipe da Liga C da temporada 2018–19:
| Promovido da Liga das Nações D                                                | Promovido da Liga das Nações D                                                        |
| ----------------------------------------------------------------------------- | ------------------------------------------------------------------------------------- |
| Vencedores dos grupos: - Bielorrússia - Geórgia - Kosovo - Macedônia do Norte | Após mudança no formato: - Armênia - Azerbaijão - Cazaquistão - Luxemburgo - Moldávia |

| Promovido para Liga das Nações B                                | Promovido para Liga das Nações B                                 |
| --------------------------------------------------------------- | ---------------------------------------------------------------- |
| Vencedores dos grupos: - Finlândia - Noruega - Escócia - Sérvia | Após mudança no formato: - Bulgária - Hungria - Israel - Romênia |

As seguintes mudanças de equipe foram inicialmente definidas para ocorrer na Liga C, mas acabaram não ocorrendo depois de nenhuma equipe ter sido rebaixada devido à mudança de formato pela UEFA:
| Inicialmente rebaixado da Liga das Nações B         |
| --------------------------------------------------- |
| - Eslováquia - Irlanda - Irlanda do Norte - Turquia |

| Inicialmente rebaixado para Liga das Nações D |
| --------------------------------------------- |
| - Chipre - Estónia - Lituânia - Eslovênia     |

### Chaveamento
Na lista de acesso de 2020–21, a UEFA classificou as equipes com base na classificação geral da Liga das Nações da UEFA de 2018–19, com uma pequena modificação: as equipes que foram originalmente rebaixadas na temporada anterior foram classificadas imediatamente abaixo das equipes promovidas antes da mudança de formato. Os potes para a fase da liga foram confirmados em 4 de dezembro de 2019, e foram baseados na classificação da lista de acesso.
| Seleção    | Rank |
| ---------- | ---- |
| Grécia     | 33   |
| Albânia    | 34   |
| Montenegro | 35   |
| Geórgia    | 36   |

| Seleção            | Rank |
| ------------------ | ---- |
| Macedônia do Norte | 37   |
| Kosovo             | 38   |
| Bielorrússia       | 39   |
| Chipre             | 40   |

| Seleção    | Rank |
| ---------- | ---- |
| Estónia    | 41   |
| Eslovênia  | 42   |
| Lituânia   | 43   |
| Luxemburgo | 44   |

| Seleção     | Rank |
| ----------- | ---- |
| Armênia     | 45   |
| Azerbaijão  | 46   |
| Cazaquistão | 47   |
| Moldávia    | 48   |

O sorteio para a fase de grupos ocorreu no Beurs van Berlage Conference Centre em Amesterdão, Holanda, em 3 de março de 2020. Cada grupo contém uma equipe de cada pote.

## Grupos
O calendário original foi confirmado pela UEFA em 3 de março de 2020, após o sorteio. O calendário da fase de grupos foi revista pelo Comitê Executivo da UEFA durante a sua reunião de 17 de junho de 2020. Na reunião, a UEFA decidiu ajustar o calendário de jogos para outubro e novembro de 2020, a fim de que um jogo adicional fosse disputado em cada janela.
Nas rodadas 1 até 4 (setembro e outubro de 2020) o fuso horário utilizado será o UTC+2. E nas rodadas 5 e 6 (novembro de 2020) será utilizado o fuso horário UTC+1.
|  | Equipe promovida para a Liga das Nações da UEFA B de 2022–23  |
|  | Equipe classificada para a disputa do playoff de rebaixamento |

### Grupo 1
| Pos | Equipe         | Pts | J | V | E | D | GP | GC | SG | Promovido ou rebaixado                      |     | Montenegro | Luxemburgo | Azerbaijão | Chipre |
| --- | -------------- | --- | - | - | - | - | -- | -- | -- | ------------------------------------------- | --- | ---------- | ---------- | ---------- | ------ |
| 1   | Montenegro (P) | 13  | 6 | 4 | 1 | 1 | 10 | 2  | +8 | Promovido à Liga B                          |     | —          | 1–2        | 2–0        | 4–0    |
| 2   | Luxemburgo     | 10  | 6 | 3 | 1 | 2 | 7  | 5  | +2 |                                             |     | 0–1        | —          | 0–0        | 2–0    |
| 3   | Azerbaijão     | 6   | 6 | 1 | 3 | 2 | 2  | 4  | −2 |                                             | 0–0 | 1–2        | —          | 0–0        |        |
| 4   | Chipre (O)     | 4   | 6 | 1 | 1 | 4 | 2  | 10 | −8 | Qualificação para play-outs de rebaixamento |     | 0–2        | 2–1        | 0–1        | —      |

| 5 de setembro de 2020 | Azerbaijão    | 1 – 2     | Luxemburgo                                  | Estádio Olímpico, Bacu                 |
| 18:00                 | Sheydayev 43' | Relatório | Krivotsyuk 48' (g.c.) · Rodrigues 72' (pen) | Público: 0 Árbitro: ENG Chris Kavanagh |

| 5 de setembro de 2020 | Chipre | 0 – 2     | Montenegro       | Estádio GSP, Nicósia                |
| 18:00                 |        | Relatório | Jovetić 60', 73' | Público: 0 Árbitro: GER Harm Osmers |

| 8 de setembro de 2020 | Luxemburgo | 0 – 1     | Montenegro          | Stade Josy Barthel, Luxemburgo          |
| 20:45                 |            | Relatório | Bećiraj 90+4' (pen) | Público: 0 Árbitro: BEL Lawrence Visser |

| 8 de setembro de 2020 | Chipre | 0 – 1     | Azerbaijão   | Estádio GSP, Nicósia                |
| 20:45                 |        | Relatório | Medvedev 30' | Público: 0 Árbitro: SVK Filip Glova |

| 10 de outubro de 2020 | Luxemburgo      | 2 – 0     | Chipre | Stade Josy Barthel, Luxemburgo |
| 15:00                 | Sinani 12', 26' | Relatório |        | Árbitro: SCO Donald Robertson  |

| 10 de outubro de 2020 | Montenegro                | 2 – 0     | Azerbaijão | Estádio Pod Goricom, Podgorica            |
| 15:00                 | Jovetić 9' · Ivanović 71' | Relatório |            | Árbitro: ESP Ricardo de Burgos Bengoetxea |

| 13 de outubro de 2020 | Azerbaijão | 0 – 0     | Chipre | Elbasani Arena, Elbasani (Albânia) |
| 18:00                 |            | Relatório |        | Árbitro: CRO Fran Jović            |

| 13 de outubro de 2020 | Montenegro   | 1 – 2     | Luxemburgo                 | Estádio Pod Goricom, Podgorica |
| 20:45                 | Ivanović 34' | Relatório | Muratović 42' · Sinani 86' | Árbitro: GER Sascha Stegemann  |

| 14 de novembro de 2020 | Chipre                  | 2 – 1     | Luxemburgo          | Estádio GSP, Nicósia            |
| 18:00                  | Kastanos 34' (pen), 71' | Relatório | Kousoulos 5' (g.c.) | Árbitro: FIN Mattias Gestranius |

| 14 de novembro de 2020 | Azerbaijão | 0 – 0     | Montenegro | Estádio Ivan Laljak-Ivić, Zaprešić (Croácia) |
| 18:00                  |            | Relatório |            | Árbitro: RUS Sergei Ivanov                   |

| 17 de novembro de 2020 | Luxemburgo | 0 – 0     | Azerbaijão | Stade Josy Barthel, Luxemburgo |
| 20:45                  |            | Relatório |            | Árbitro: GER Felix Zwayer      |

| 17 de novembro de 2020 | Montenegro                                   | 4 – 0     | Chipre | Estádio Pod Goricom, Podgorica |
| 20:45                  | Jovetić 14' · Boljević 25', 28' · Mugoša 60' | Relatório |        | Árbitro: ISR Eitan Shmuelevitz |

### Grupo 2
| Pos | Equipe             | Pts | J | V | E | D | GP | GC | SG | Promovido ou rebaixado                      |     | Arménia | Macedónia do Norte | Geórgia | Estónia |
| --- | ------------------ | --- | - | - | - | - | -- | -- | -- | ------------------------------------------- | --- | ------- | ------------------ | ------- | ------- |
| 1   | Armênia (P)        | 11  | 6 | 3 | 2 | 1 | 9  | 6  | +3 | Promovido à Liga B                          |     | —       | 1–0                | 2–2     | 2–0     |
| 2   | Macedônia do Norte | 9   | 6 | 2 | 3 | 1 | 9  | 8  | +1 |                                             |     | 2–1     | —                  | 1–1     | 2–1     |
| 3   | Geórgia            | 7   | 6 | 1 | 4 | 1 | 6  | 6  | 0  |                                             | 1–2 | 1–1     | —                  | 0–0     |         |
| 4   | Estónia (R)        | 3   | 6 | 0 | 3 | 3 | 5  | 9  | −4 | Qualificação para play-outs de rebaixamento |     | 1–1     | 3–3                | 0–1     | —       |

| 5 de setembro de 2020 | Macedônia do Norte                       | 2 – 1     | Armênia                | Arena Toše Proeski, Escópia          |
| 15:00                 | Alioski 6' (pen) · Nestorovski 39' (pen) | Relatório | Barseghyan 90+5' (pen) | Público: 0 Árbitro: BIH Irfan Peljto |

| 5 de setembro de 2020 | Estónia | 0 – 1     | Geórgia       | A. Le Coq Arena, Tallinn               |
| 18:00                 |         | Relatório | Kacharava 33' | Público: 0 Árbitro: LTU Donatas Rumšas |

| 8 de setembro de 2020 | Armênia                      | 2 – 0     | Estónia | Estádio Republicano, Erevã          |
| 18:00                 | Karapetian 44' · Wbeymar 66' | Relatório |         | Público: 0 Árbitro: ENG David Coote |

| 8 de setembro de 2020 | Geórgia               | 1 – 1     | Macedônia do Norte | Estádio Boris Paichadze, Tbilisi         |
| 18:00                 | Okriashvili 13' (pen) | Relatório | Ristovski 33'      | Público: 0 Árbitro: DEN Peter Kjaesgaard |

| 11 de outubro de 2020 | Estónia                              | 3 – 3     | Macedônia do Norte                        | A. Le Coq Arena, Tallinn       |
| 18:00                 | Sappinen 33', 61' · Liivak 76' (pen) | Relatório | Kuusk 3' (g.c.) · Pandev 80' · Zajkov 88' | Árbitro: SWE Mohammed Al-Hakim |

| 11 de outubro de 2020 | Armênia                             | 2 – 2     | Geórgia                         | Estádio da Cidade de Tychy, Tychy (Polónia) |
| 18:00                 | Bayramyan 6' · Mkhitaryan 89' (pen) | Relatório | Kacharava 46' · Okriashvili 74' | Árbitro: CRO Ivan Bebek                     |

| 14 de outubro de 2020 | Macedônia do Norte  | 1 – 1     | Geórgia           | Arena Toše Proeski, Escópia     |
| 20:45                 | Alioski 90+3' (pen) | Relatório | Kvaratskhelia 74' | Árbitro: POL Bartosz Frankowski |

| 14 de outubro de 2020 | Estónia      | 1 – 1     | Armênia            | A. Le Coq Arena, Tallinn  |
| 20:45                 | Sappinen 14' | Relatório | K. Hovhannisyan 8' | Árbitro: POR Luis Godinho |

| 15 de novembro de 2020 | Macedônia do Norte                | 2 – 1     | Estónia      | Arena Toše Proeski, Escópia |
| 15:00                  | Trichkovski 29' · Stojanovski 68' | Relatório | Sappinen 52' | Árbitro: ROU Marius Avram   |

| 15 de novembro de 2020 | Geórgia               | 1 – 2     | Armênia                     | Estádio Boris Paichadze, Tbilisi |
| 18:00                  | Qazaishvili 65' (pen) | Relatório | Ghazaryan 33' · Adamyan 86' | Árbitro: ITA Marco Guida         |

| 18 de novembro de 2020 | Armênia           | 1 – 0     | Macedônia do Norte | Estádio GSP, Nicósia (Chipre) |
| 18:00                  | Hambardzumyan 55' | Relatório |                    | Árbitro: SCO Bobby Madden     |

| 18 de novembro de 2020 | Geórgia | 0 – 0     | Estónia | Estádio Boris Paichadze, Tbilisi |
| 18:00                  |         | Relatório |         | Árbitro: BIH Irfan Peljto        |

### Grupo 3
| Pos | Equipe        | Pts | J | V | E | D | GP | GC | SG  | Promovido ou rebaixado                      |     | Eslovénia | Grécia | Kosovo | Moldávia |
| --- | ------------- | --- | - | - | - | - | -- | -- | --- | ------------------------------------------- | --- | --------- | ------ | ------ | -------- |
| 1   | Eslovênia (P) | 14  | 6 | 4 | 2 | 0 | 8  | 1  | +7  | Promovido à Liga B                          |     | —         | 0–0    | 2–1    | 1–0      |
| 2   | Grécia        | 12  | 6 | 3 | 3 | 0 | 6  | 1  | +5  |                                             |     | 0–0       | —      | 0–0    | 2–0      |
| 3   | Kosovo        | 5   | 6 | 1 | 2 | 3 | 4  | 6  | −2  |                                             | 0–1 | 1–2       | —      | 1–0    |          |
| 4   | Moldávia (R)  | 1   | 6 | 0 | 1 | 5 | 1  | 11 | −10 | Qualificação para play-outs de rebaixamento |     | 0–4       | 0–2    | 1–1    | —        |

| 3 de setembro de 2020 | Moldávia       | 1 – 1     | Kosovo      | Estádio Ennio Tardini, Parma (Itália)  |
| 20:45                 | Nicolaescu 21' | Relatório | Kololli 72' | Público: 0 Árbitro: NOR Kai Erik Steen |

| 3 de setembro de 2020 | Eslovênia | 0 – 0     | Grécia | Estádio Stožice, Liubliana           |
| 20:45                 |           | Relatório |        | Público: 0 Árbitro: SCO Bobby Madden |

| 6 de setembro de 2020 | Eslovênia | 1 – 0     | Moldávia | Estádio Stožice, Liubliana             |
| 18:00                 | Bohar 29' | Relatório |          | Público: 0 Árbitro: FRA Jérôme Brisard |

| 6 de setembro de 2020 | Kosovo         | 1 – 2     | Grécia                  | Estádio Fadil Vokrri, Pristina         |
| 20:45                 | B. Berisha 83' | Relatório | Limnios 3' · Siovas 52' | Público: 0 Árbitro: CZE Pavel Královec |

| 11 de outubro de 2020 | Kosovo | 0 – 1     | Eslovênia  | Estádio Fadil Vokrri, Pristina |
| 20:45                 |        | Relatório | Vučkić 22' | Árbitro: ENG Andrew Madley     |

| 11 de outubro de 2020 | Grécia                               | 2 – 0     | Moldávia | Estádio Olímpico, Atenas   |
| 20:45                 | Bakasetas 45+3' (pen) · Mantalos 50' | Relatório |          | Árbitro: NED Dennis Higler |

| 14 de outubro de 2020 | Moldávia | 0 – 4     | Eslovênia                                    | Estádio Zimbru, Chișinău   |
| 20:45                 |          | Relatório | Lovrić 8' · Vučkić 37' (pen), 42', 55' (pen) | Árbitro: POR João Pinheiro |

| 14 de outubro de 2020 | Grécia | 0 – 0     | Kosovo | Estádio Olímpico, Atenas      |
| 20:45                 |        | Relatório |        | Árbitro: ISR Roi Reinshreiber |

| 15 de novembro de 2020 | Moldávia | 0 – 2     | Grécia                        | Estádio Zimbru, Chișinău |
| 20:45                  |          | Relatório | Fortounis 32' · Bakasetas 41' | Árbitro: CRO Fran Jović  |

| 15 de novembro de 2020 | Eslovênia                       | 2 – 1     | Kosovo     | Estádio Stožice, Liubliana      |
| 20:45                  | Kurtić 63' · Iličić 90+4' (pen) | Relatório | Muriqi 58' | Árbitro: POL Bartosz Frankowski |

| 18 de novembro de 2020 | Kosovo       | 1 – 0     | Moldávia | Estádio Fadil Vokrri, Pristina |
| 20:45                  | Kastrati 31' | Relatório |          | Árbitro: EST Roomer Tarajev    |

| 18 de novembro de 2020 | Grécia | 0 – 0     | Eslovênia | Estádio Georgios Kamaras, Atenas     |
| 20:45                  |        | Relatório |           | Árbitro: ESP Carlos del Cerro Grande |

### Grupo 4
| Pos | Equipe          | Pts | J | V | E | D | GP | GC | SG | Promovido ou rebaixado                      |     | Albânia | Bielorrússia | Lituânia | Cazaquistão |
| --- | --------------- | --- | - | - | - | - | -- | -- | -- | ------------------------------------------- | --- | ------- | ------------ | -------- | ----------- |
| 1   | Albânia (P)     | 11  | 6 | 3 | 2 | 1 | 8  | 4  | +4 | Promovido à Liga B                          |     | —       | 3–2          | 0–1      | 3–1         |
| 2   | Bielorrússia    | 10  | 6 | 3 | 1 | 2 | 10 | 8  | +2 |                                             |     | 0–2     | —            | 2–0      | 2–0         |
| 3   | Lituânia        | 8   | 6 | 2 | 2 | 2 | 5  | 7  | −2 |                                             | 0–0 | 2–2     | —            | 0–2      |             |
| 4   | Cazaquistão (O) | 4   | 6 | 1 | 1 | 4 | 5  | 9  | −4 | Qualificação para play-outs de rebaixamento |     | 0–0     | 1–2          | 1–2      | —           |

| 4 de setembro de 2020 | Lituânia | 0 – 2     | Cazaquistão               | Estádio LFF, Vilnius                   |
| 18:00                 |          | Relatório | Zaynutdinov 3' · Kuat 86' | Público: 0 Árbitro: SVN Rade Obrenovič |

| 4 de setembro de 2020 | Bielorrússia | 0 – 2     | Albânia                   | Estádio Dínamo, Minsk                       |
| 20:45                 |              | Relatório | Cikalleshi 34' · Bare 79' | Público: 0 Árbitro: SWE Kristoffer Karlsson |

| 7 de setembro de 2020 | Cazaquistão  | 1 – 2     | Bielorrússia                   | Estádio Central, Almaty                   |
| 16:00                 | Aimbetov 63' | Relatório | Bardachow 54' · Lisakovich 87' | Público: 0 Árbitro: GEO Giorgi Kruashvili |

| 7 de setembro de 2020 | Albânia | 0 – 1     | Lituânia       | Air Albania Stadium, Tirana          |
| 20:45                 |         | Relatório | Kazlauskas 52' | Público: 0 Árbitro: UKR Serhiy Boyko |

| 11 de outubro de 2020 | Cazaquistão | 0 – 0     | Albânia | Estádio Central, Almaty   |
| 15:00                 |             | Relatório |         | Árbitro: HUN Tamás Bognar |

| 11 de outubro de 2020 | Lituânia                     | 2 – 2     | Bielorrússia                        | Estádio LFF, Vilnius           |
| 18:00                 | Novikovas 7' · Laukžemis 75' | Relatório | Lisakovich 59' (pen) · Sachywka 66' | Árbitro: AUT Julian Weinberger |

| 14 de outubro de 2020 | Lituânia | 0 – 0     | Albânia | Estádio LFF, Vilnius    |
| 18:00                 |          | Relatório |         | Árbitro: FRA Karim Abed |

| 14 de outubro de 2020 | Bielorrússia                     | 2 – 0     | Cazaquistão | Estádio Dínamo, Minsk           |
| 20:45                 | Yablonskiy 36' · Yuzepchuk 90+3' | Relatório |             | Árbitro: MKD Aleksandar Stavrev |

| 15 de novembro de 2020 | Albânia                                        | 3 – 1     | Cazaquistão | Air Albania Stadium, Tirana           |
| 18:00                  | Cikalleshi 16' · Ismajli 23' · Manaj 63' (pen) | Relatório | Abiken 25'  | Árbitro: ESP Xavier Estrada Fernández |

| 15 de novembro de 2020 | Bielorrússia              | 2 – 0     | Lituânia | Estádio Dínamo, Minsk       |
| 18:00                  | Yablonskiy 5' · Ebong 20' | Relatório |          | Árbitro: ENG Chris Kavanagh |

| 18 de novembro de 2020 | Cazaquistão  | 1 – 2     | Lituânia                         | Estádio Central, Almaty    |
| 16:00                  | Aimbetov 38' | Relatório | Vorobjovas 40' · Novikovas 90+4' | Árbitro: TUR Hüseyin Göçek |

| 18 de novembro de 2020 | Albânia                               | 3 – 2     | Bielorrússia            | Air Albania Stadium, Tirana |
| 16:00                  | Cikalleshi 20', 27' (pen) · Manaj 44' | Relatório | Skavysh 35' · Ebong 80' | Árbitro: ROU Radu Petrescu  |

## Playoff de rebaixamento
O playoff de rebaixamento da Liga C está agendada na mesma data da segunda fase das Eliminatórias da Copa do Mundo FIFA de 2022. Se uma ou mais das equipes que devem participar do playoff de rebaixamento também se qualificarem para a segunda fase das Eliminatórias da Copa do Mundo FIFA de 2022, o playoff de rebaixamento será cancelado e as equipes da Liga C classificadas em 47º e 48º na classificação geral da Liga das Nações serão automaticamente rebaixadas.
| Equipe 1 | Total       | Equipe 2    | 1.º jogo | 2.º jogo |
| -------- | ----------- | ----------- | -------- | -------- |
| Moldávia | 2–2 (4–5 p) | Cazaquistão | 1–2      | 1–0      |
| Estônia  | 0–2         | Chipre      | 0–0      | 0–2      |

### Partidas de ida
| 24 de março de 2022 | Moldávia         | 1 – 2     | Cazaquistão                   | Estádio Zimbru, Quixinau             |
| 18:00               | Nicolaescu 45+1' | Relatório | Malyi 63' · Posmac 79' (g.c.) | Árbitro: GRE Anastasios Sidiropoulos |

| 24 de março de 2022 | Estónia | 0 – 0     | Chipre | A. Le Coq Arena, Tallinn    |
| 18:00               |         | Relatório |        | Árbitro: SCO William Collum |

### Partidas de volta
| 29 de março de 2022 | Cazaquistão | 0 – 1     | Moldávia  | Astana Arena, Nur-Sultã    |
| 16:00               |             | Relatório | Armaș 13' | Árbitro: SVK Ivan Kružliak |

|                                                                |       | Penalidades                                           |  |
| Abiken Beysebekov Dosmagambetov Zaynutdinov Zhaksylykov Zhukov | 5 – 4 | Caimacov Armaș Mandrîcenco Crăciun Nicolaescu Revenco |  |

2–2 no placar agregado. Cazaquistão venceu na disputa por pênaltis e rebaixou a Moldávia para a Liga D.
| 29 de março de 2022 | Chipre                     | 2 – 0     | Estónia | AEK Arena – Georgios Karapatakis, Lárnaca |
| 18:00               | Tzionis 19' · Sotiriou 51' | Relatório |         | Árbitro: POR Artur Soares Dias            |

Chipre venceu por 2–0 no placar agregado e rebaixou a Estônia para a Liga D.

## Classificação geral
As 16 equipes da Liga C serão classificadas entre 33º à 48º na Liga das Nações da UEFA de 2020–21 de acordo com as seguintes regras:
- As equipes que terminarem em primeiro nos grupos serão classificadas entre 33º à 36º de acordo com os resultados da fase de grupos
- As equipes que terminarem em segundo lugar nos grupos serão classificadas entre 37º à 40º de acordo com os resultados da fase de grupos.
- As equipes que terminarem em terceiro lugar nos grupos serão classificadas entre 41º à 44º de acordo com os resultados da fase de grupos.
- As equipes que terminarem em quarto lugar nos grupos serão classificadas entre 45º à 48º de acordo com os resultados da fase de grupos.

| Pos | Grp | Equipe             | Pts | J | V | E | D | GP | GC | SG  |
| --- | --- | ------------------ | --- | - | - | - | - | -- | -- | --- |
| 33  | C3  | Eslovênia          | 14  | 6 | 4 | 2 | 0 | 8  | 1  | +7  |
| 34  | C1  | Montenegro         | 13  | 6 | 4 | 1 | 1 | 10 | 2  | +8  |
| 35  | C4  | Albânia            | 11  | 6 | 3 | 2 | 1 | 8  | 4  | +4  |
| 36  | C2  | Armênia            | 11  | 6 | 3 | 2 | 1 | 9  | 6  | +3  |
|     |     |                    |     |   |   |   |   |    |    |     |
| 37  | C3  | Grécia             | 12  | 6 | 3 | 3 | 0 | 6  | 1  | +5  |
| 38  | C4  | Bielorrússia       | 10  | 6 | 3 | 1 | 2 | 10 | 8  | +2  |
| 39  | C1  | Luxemburgo         | 10  | 6 | 3 | 1 | 2 | 7  | 5  | +2  |
| 40  | C2  | Macedônia do Norte | 9   | 6 | 2 | 3 | 1 | 9  | 8  | +1  |
|     |     |                    |     |   |   |   |   |    |    |     |
| 41  | C4  | Lituânia           | 8   | 6 | 2 | 2 | 2 | 5  | 7  | −2  |
| 42  | C2  | Geórgia            | 7   | 6 | 1 | 4 | 1 | 6  | 6  | 0   |
| 43  | C1  | Azerbaijão         | 6   | 6 | 1 | 3 | 2 | 2  | 4  | −2  |
| 44  | C3  | Kosovo             | 5   | 6 | 1 | 2 | 3 | 4  | 6  | −2  |
|     |     |                    |     |   |   |   |   |    |    |     |
| 45  | C4  | Cazaquistão        | 4   | 6 | 1 | 1 | 4 | 5  | 9  | −4  |
| 46  | C1  | Chipre             | 4   | 6 | 1 | 1 | 4 | 2  | 10 | −8  |
| 47  | C2  | Estónia            | 3   | 6 | 0 | 3 | 3 | 5  | 9  | −4  |
| 48  | C3  | Moldávia           | 1   | 6 | 0 | 1 | 5 | 1  | 11 | −10 |

## Estatísticas

### Artilheiros
4 gols
- EST Rauno Sappinen
- MNE Stevan Jovetić
- SVN Haris Vučkić

3 gols
- LUX Danel Sinani

2 gols
- BLR Vitaly Lisakovich
- CYP Grigoris Kastanos
- GEO Nika Kacharava
- GEO Tornike Okriashvili
- MKD Ezgjan Alioski
- MNE Igor Ivanović
- MNE Aleksandar Boljević

1 gol
- ALB Keidi Bare
- ALB Sokol Cikalleshi
- ARM Tigran Barseghyan
- ARM Aleksandre Karapetian
- ARM Wbeimar Angulo Mosquera
- ARM Henrikh Mkhitaryan
- ARM Khoren Bayramyan
- ARM Kamo Hovhannisyan
- AZE Ramil Sheydayev
- AZE Maksim Medvedev
- BLR Maksim Bardachow
- BLR Alyaksandr Sachywka
- BLR Yevgeniy Yablonskiy
- BLR Roman Yuzepchuk
- EST Frank Liivak
- GEO Khvicha Kvaratskhelia
- GRE Dimitris Limnios
- GRE Dimitris Siovas
- GRE Anastasios Bakasetas
- GRE Petros Mantalos
- KAZ Islambek Kuat
- KAZ Baktiyar Zaynutdinov
- KAZ Abat Aimbetov
- KOS Benjamin Kololli
- KOS Bernard Berisha
- LTU Donatas Kazlauskas
- LTU Arvidas Novikovas
- LTU Karolis Laukžemis
- LUX Gerson Rodrigues
- LUX Edvin Muratović
- MDA Ion Nicolaescu
- MKD Ilija Nestorovski
- MKD Stefan Ristovski
- MKD Goran Pandev
- MKD Gjoko Zajkov
- MNE Fatos Bećiraj
- MNE Stefan Mugoša
- SVN Damjan Bohar
- SVN Sandi Lovrić

Gol-contra
- AZE Anton Krivotsyuk (para o Luxemburgo)
- CYP Ioannis Kousoulos (para o Luxemburgo)
- EST Märten Kuusk (para a Macedônia do Norte)